# Ischnocolus tripolitanus
Ischnocolus tripolitanus é uma espécie de aranha pertencente à família Theraphosidae (tarântulas).